# Ковтун Володимир Гаврилович
Володи́мир Гаври́лович Ко́втун (16 липня 1931, село Гуменці Кам'янець-Подільського району Хмельницької області — 10 січня 2021, Київ) — український письменник (поет, прозаїк, публіцист), журналіст і громадський діяч.
Член Національної спілки журналістів України (від 1964 року) і Національної спілки письменників України (від 1992 року). Засновник Руху і Конгресу української інтелигенції.

## Біографічні дані
Народився в сім'ї сільських інтелігентів: батько Гаврило Дорофійович (1903 — 1941) — агроном, мати Явдоха Данилівна (1903 — 1986) — учителька.
Закінчив факультет журналістики Київського університету (1950—1955).
Липень 1955 — жовтень 1958 — кореспондент обласної газети «Вінницька правда».
Жовтень 1958 — січень 1960 — літературний працівник журналу «Блокнот агітатора».
Січень 1960 — серпень 1966 — інструктор, консультант, завідувач сектору, заступник завідувача ідеологічного відділу ЦК КПУ.
Серпень 1966 — жовтень 1976 — заступник головного редактора, головний редактор на Київській кіностудії імені Олександра Довженка.
Жовтень 1976 — жовтень 1979 — відповідальний секретар журналу «Новини кіноекрану».
1979—1989 — був відсторонений від роботи за свої прогресивні погляди на майбутнє України, звинувачений у буржуазному націоналізмові, за розпорядженням першого секретаря комуністичної партії України Володимира Щербицького до Володимира Ковтуна застосували стеження для пошуку компромату. В цей час Ковтун лишився роботи, коштів на проживання, поневірявся.
1989—1993 — редактор відділу, політичний оглядач «Народної газети».
1995—1999 — голова секретаріату Конгресу української інтелігенції, від травня 1999 — заступник голови.
Дружина Марина Миколаївна Меднікова (*1946) — журналістка, письменниця, сценаристка багатьох телевізійних серіалів, відома роботою на кіностудії ім. О. Довженка та на телеканалі «1+1». Донька Марина (*1958) — кандидат психологічних наук, кандидат богословія, викладач вищої школи в Празі та празького Карлового університету.

## Відзнаки
- Орден «Знак пошани» (1965).
- Орден Св. архістратига Божого Михаїла (січень 1999; УПЦ КП).

## Видані твори
- Роман «Пейзаж з собакою в дусі реалізму» (1989).
- Роман «Милая Маруся» (1993).
- Книга «Історія Народного Руху України» (1995, 1999).
- «Іван Драч. Спроба портрету українського політика» (1998).
- Збірка віршів «Від мене» (1999) — літературна премія імені Василя Мисика.